# Brigitte Bui
Brigitte Bui, née le 29 septembre 1982 à Sátoraljaújhely et également connue sous les pseudonymes de Brigitta Kocsis ou Brigitta Bulgari, est une actrice pornographique d'origines suédoise et hongroise.

## Biographie
Après avoir débuté dans la haute couture comme mannequin, Brigitte Bui entame une carrière d'actrice pornographique en 2003. Cette année-là, elle est approchée sur un défilé de mode à Milan par l'acteur et réalisateur Andrea Nobili qui la convainc de tourner dans son prochain film, Fashion. En quatre années de carrière, elle tourne ainsi dans une vingtaine de films, toujours pour la société de production Pink'O, mais elle a aussi joué pour Marc Dorcel.
Interrogée sur sa motivation pour pratiquer ce métier, Brigitte Bui répond :

« Faire du X ou être mannequin c'est pareil ! Je me lève le matin, on me maquille, je bosse et, après, je rentre chez moi. La seule différence, c'est que dans le porno, je suis consentante pour me faire baiser et que je fais ce que j'aime. »

Sa popularité lui valut également d'être sélectionnée comme actrice du mois par Playboy et par Penthouse et d'animer une chronique pour une chaîne de télévision italienne.

## Récompenses
- 2004 : Penthouse Pet of the Month, mai
- 2004 : Playmate of the Year 2004 en Hongrie
- 2005 : Eroticline Awards Beste Newcomerin International

## Filmographie sélective
- B Like Beautiful (2006)
- Deeper in my Ass 4 (2006)
- Dietro da Impazzire 10 (2007)
- L'Aavaleuse (2007)
- Double Delight 4 (2006)
- Double Life of Candy (2006)
- Fashion (2003)
- High Class Eurosex 1,2,3, 5 (2005)
- Life	Pleasure Productions (2005)
- Solution (2004)
- Spermabiester (2008)
- Top Model (2006)
- Tutto su Brigitta (2008)
- Brigitte Bui : Le Feu Au Cul (2005)
- Brigitte Bui : La Totale (2005)
- Brigitte Bui 1ere Fois (2005)
- Top Models Abusees (2006)
- Brigitte Bui Sublime (2006)
- Doubles Passions (2006)
- Brigitte Bui Sex Party (2006)
- Brigitte Bui Je Suis Chienne, Et Alors... (2008)
- Brigitte Bui Porn Star (2008)
- Brigitte Bui Triple Partie (2008)
- Brigitte Bui : DP party (2009)

## Voir également